# Schadebeuster
Schadebeuster ist ein Ortsteil der Stadt Wittenberge im Landkreis Prignitz in Brandenburg.

## Geographie
Der Ort liegt gut vier Kilometer südöstlich von Wittenberge und fünfhundert Meter nordöstlich vom rechten Ufer der Elbe. Er ist umgeben vom FFH-Gebiet Elbdeichvorland, dem Vogelschutzgebiet Unteres Elbtal, dem Naturschutzgebiet Wittenberge-Rühstädter Elbniederung, dem Biosphärenreservat Flusslandschaft Elbe und dem Landschaftsschutzgebiet Brandenburgische Elbtalaue.
Im Norden grenzen Lütjenheide mit dem zugehörigen Wohnplatz Berghöfe und Zwischendeich an und im Osten Hinzdorf. Jenseits von Elbe und Landesgrenze sind Beuster im Süden und Losenrade im Westen die Nachbarorte am linken Elbufer auf der Seite Sachsen-Anhalts.

## Geschichte
Die erste schriftliche Erwähnung des Ortes findet sich 1441 mit der Bezeichnung by Schadeboyster, 1591 findet sich die Schreibweise Schaffboister.
1946 gehörte der Ort zum Landkreis Westprignitz im neu gegründeten Land Brandenburg und verzeichnete 49 Einwohner. Am 25. Juli 1952 kam die damalige Gemeinde zum neu geschaffenen Kreis Perleberg, wurde am 20. Juni 1957 ein Ortsteil von Hinzdorf und am 20. Oktober 1971 ein Ortsteil der Stadt Wittenberge. Am 17. Mai 1990 bestand der bisherige Kreis als Landkreis Perleberg fort und ging am 6. Dezember 1993 im heutigen Landkreis Prignitz auf. 2006 verfügte der Ort über 13 Einwohner.